# Joseph Mazzello
Joseph Francis Mazzello III (ur. 21 września 1983 w Rhinebeck) – amerykański aktor filmowy.

## Życiorys

### Wczesne lata
Urodzony w Rhinebeck w stanie Nowy Jork, dorastał w Hyde Park w Nowym Jorku jako syn Virginii i Josepha Mazzello Jr., który jest właścicielem szkoły artystycznej. Jego rodzina była pochodzenia włoskiego, niemieckiego i żydowskiego ze strony ojca, a irlandzkiego, angielskiego i polskiego ze strony matki. Ma starszą siostrę, Marię i młodszego brata Johna, który pojawił się w niektórych filmach. Był uczniem w Our Lady of Lourdes High School. W 2005 ukończył studia na Uniwersytecie Południowej Kalifornii.

### Kariera
W jego siódme urodziny rozpoczęły się zdjęcia do filmu Radio Flyer, w którym wystąpił też między innymi Tom Hanks. Rok później wcielił się w postać Tima Murphy’ego w Parku Jurajskim Stevena Spielberga. Zagrał Eugene’a Sledge’a w miniserialu wojennym Pacyfik. Wystąpił w dramacie Davida Finchera z 2010 roku The Social Network w roli programisty Dustina Moskovitza. Pojawił się także w filmie opowiadającym historię zespołu Queen pod tytułem Bohemian Rhapsody gdzie zagrał rolę basisty zespołu – Johna Deacona.